# Lannach
Lannach là một đô thị thuộc huyện Deutschlandsberg thuộc bang Steiermark, nước Áo. Đô thị Lannach có diện tích 19,85 km², dân số thời điểm năm 2007 là 3462 người.